# 伊格雷日尼亚
伊格雷日尼亚是巴西南大河州的一个市镇。总面积496.8平方公里，总人口31113人，人口密度62.6人/平方公里。